# Tressin
 Tressin  es una población y comuna francesa, en la región de Norte-Paso de Calais, departamento de Norte, en el distrito de Lille y cantón de Lannoy.

## Demografía
| 640 | 839 | 847 | 899 | 890 | 935 |
| Para los censos de 1962 a 1999 la población legal corresponde a la población sin duplicidades (Fuente: INSEE [Consultar]) |     |     |     |     |     |